# Groß-Jedlersdorfer Friedhof

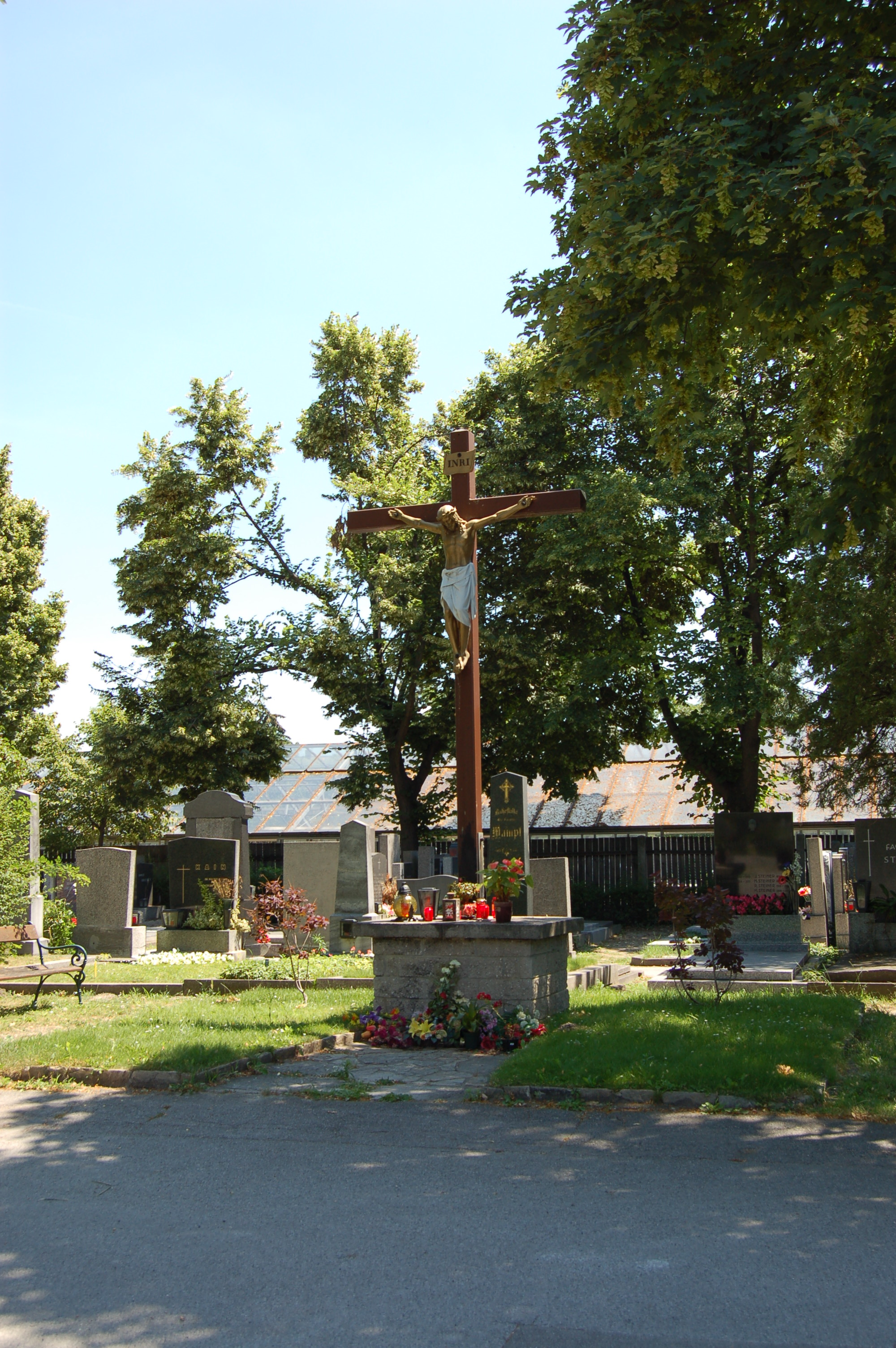
Friedhofskreuz

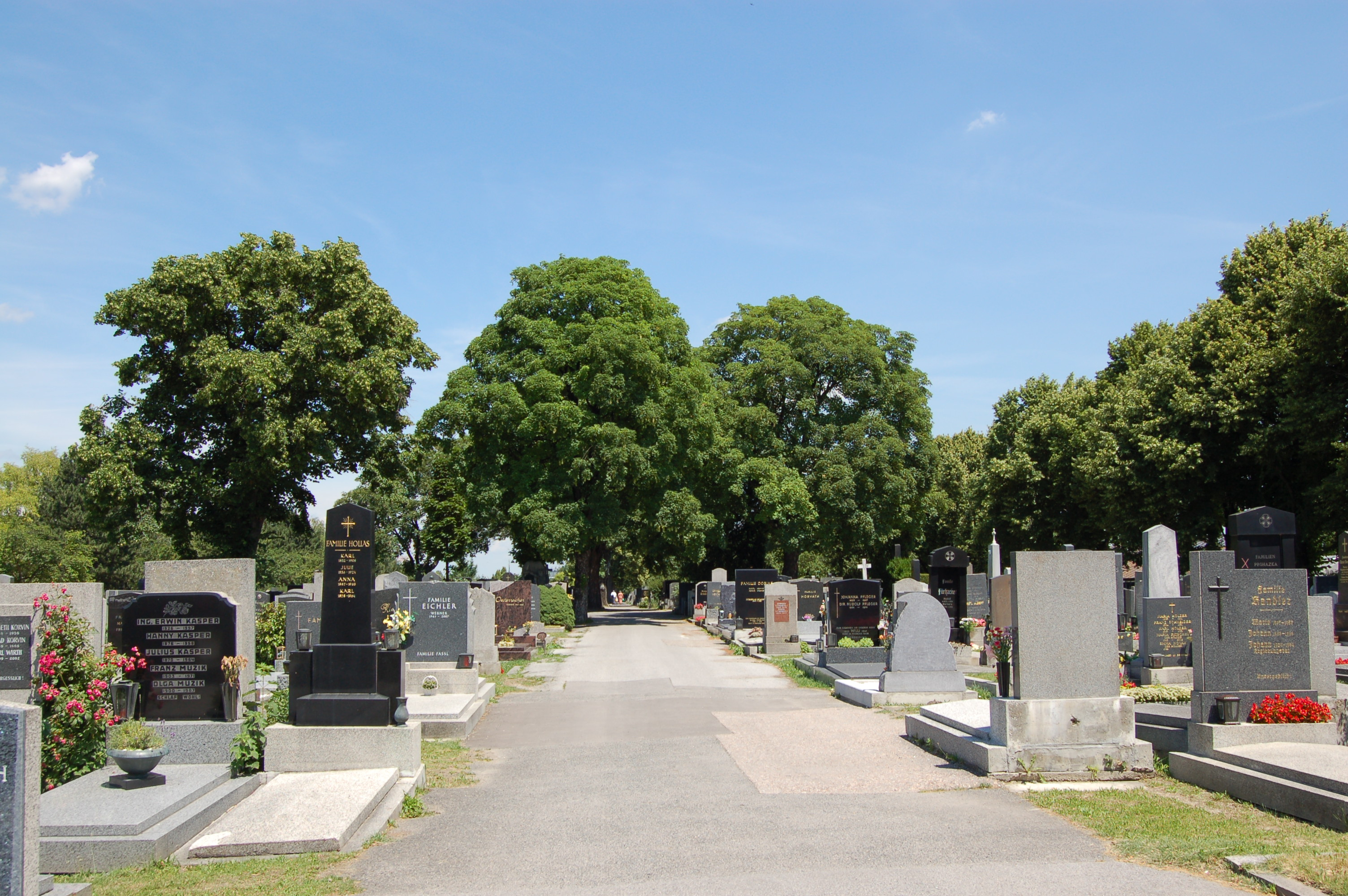
Blick über den Friedhof

Der Groß-Jedlersdorfer Friedhof ist ein Friedhof im 21. Wiener Gemeindebezirk Floridsdorf.

## Lage
Der Groß-Jedlersdorfer Friedhof liegt in der Katastralgemeinde Großjedlersdorf I im Bezirk Floridsdorf, Strebersdorfer Straße 4. Der Friedhof wird im Osten von der Jedlersdorfer Straße und im Süden von der Strebersdorfer Straße begrenzt, im Norden und Westen grenzen Ackerflächen an das Friedhofsgrundstück. Der Friedhof umfasst eine Fläche von 58.138 Quadratmeter und beherbergt 6.898 Grabstellen.

## Geschichte
Im Zuge der Erhebung von Großjedlersdorf 1783 zu einer eigenen Pfarre wurde in der Gemeinde ein Friedhof errichtet. Der Friedhof erwies sich jedoch nach knapp hundert Jahren als zu klein, weshalb die Gemeinde gegenüber dem alten Friedhof auf Gemeindegrund einen neuen Friedhof anlegen ließ. Die Einweihung des neuen Friedhofes erfolgte am 18. Juli 1872. Das Gelände umfasste 1905 4514 m² sowie 2000 m² an Reserveflächen. Er war für die Verstorbenen des ehemaligen Vorortes Groß-Jedlersdorf reserviert, stand jedoch nur Katholiken offen. Nichtzugewiesene Menschen, die außerhalb von Groß-Jedlersdorf lebten, konnten nach einem Stadtratsbeschluss von 1907 gegen eine Erhöhung der Grabstellengebühr auf dem Friedhof ihre letzte Ruhe finden.
Mit der Friedhofserweiterung im Jahr 1918 wurden 300 Gräber und sechs Gartengruftplätze geschaffen. Das bestehende Totengräberhaus wurde von 1919 bis 1922 renoviert. Das Kriegerdenkmal zur Erinnerung an die Gefallenen des Ersten Weltkriegs wurde 1920 errichtet. Obwohl man den Friedhof 1923 und 1928 neuerlich erweiterte und 1924 die Errichtung einer neuen Aufbahrungshalle bewilligte, wurde die Auflassung des Friedhofes in den 1920er Jahren diskutiert. Diese Pläne wurden jedoch nie umgesetzt. Stattdessen erfolgte 1937 ein Zubau an das Totengräberwohnhaus, des Weiteren wurde die Aufbahrungshalle adaptiert und die Einfriedung erneuert. Nachdem Bombentreffer im November 1944 die Friedhofseinrichtungen schwer in Mitleidenschaft zogen, mussten die Bestattungen eingestellt werden. Panzer, die im Zuge der Schlacht um Wien im April 1945 von sowjetischen Fliegern verfolgt wurden, fügten dem Friedhof weitere Schäden zu. Die Toten wurden zu dieser Zeit in Papiersäcken und Tüchern begraben.
Nach dem Zweiten Weltkrieg wurde die Schäden auf dem Friedhof beseitigt und zwischen 1948 und 1949 das Betriebsgebäude umgebaut. Den Friedhof erweiterte man 1950 bis 1952 durch eine Reservefläche, gleichzeitig stellte die Gemeinde durch eine Umwidmung zusätzliche Flächen für künftige Erweiterungen sicher. Die eingefriedete Fläche wurde zwischen 1959 und 1962 vergrößert. Des Weiteren stellte man heimgefallene oder verwahrloste Grabstellen für die Neuvergabe zur Verfügung. Die letzte Friedhofserweiterung erfolgte 1967, wobei gleichzeitig die Erweiterungsfläche eingefriedet wurde. Der Friedhof erhielt 1971 zudem einen Urnenhain, 1976 wurde eine neue Gräbergruppe errichtet.

## Aufbahrungshalle

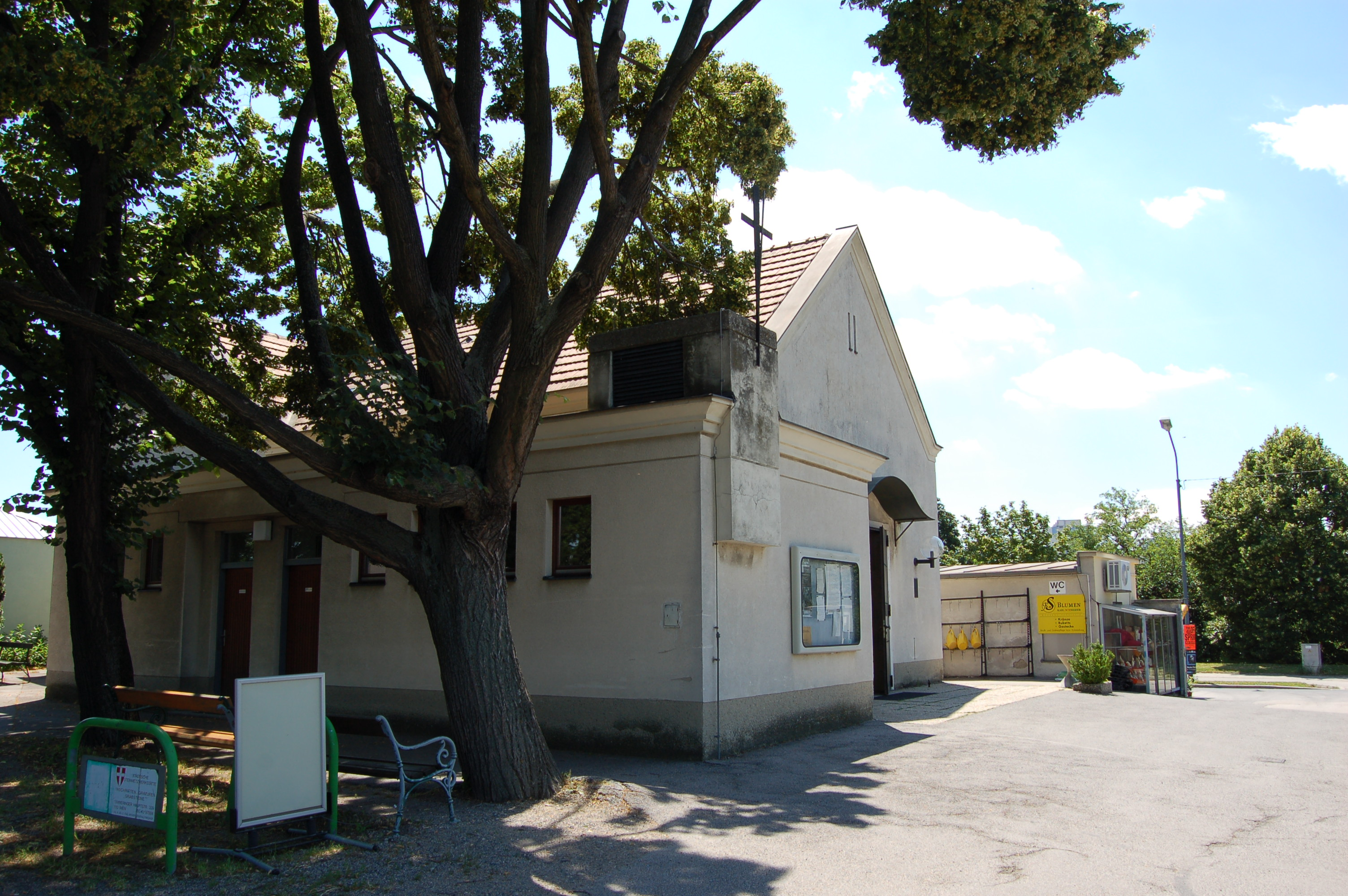
Aufbahrungshalle

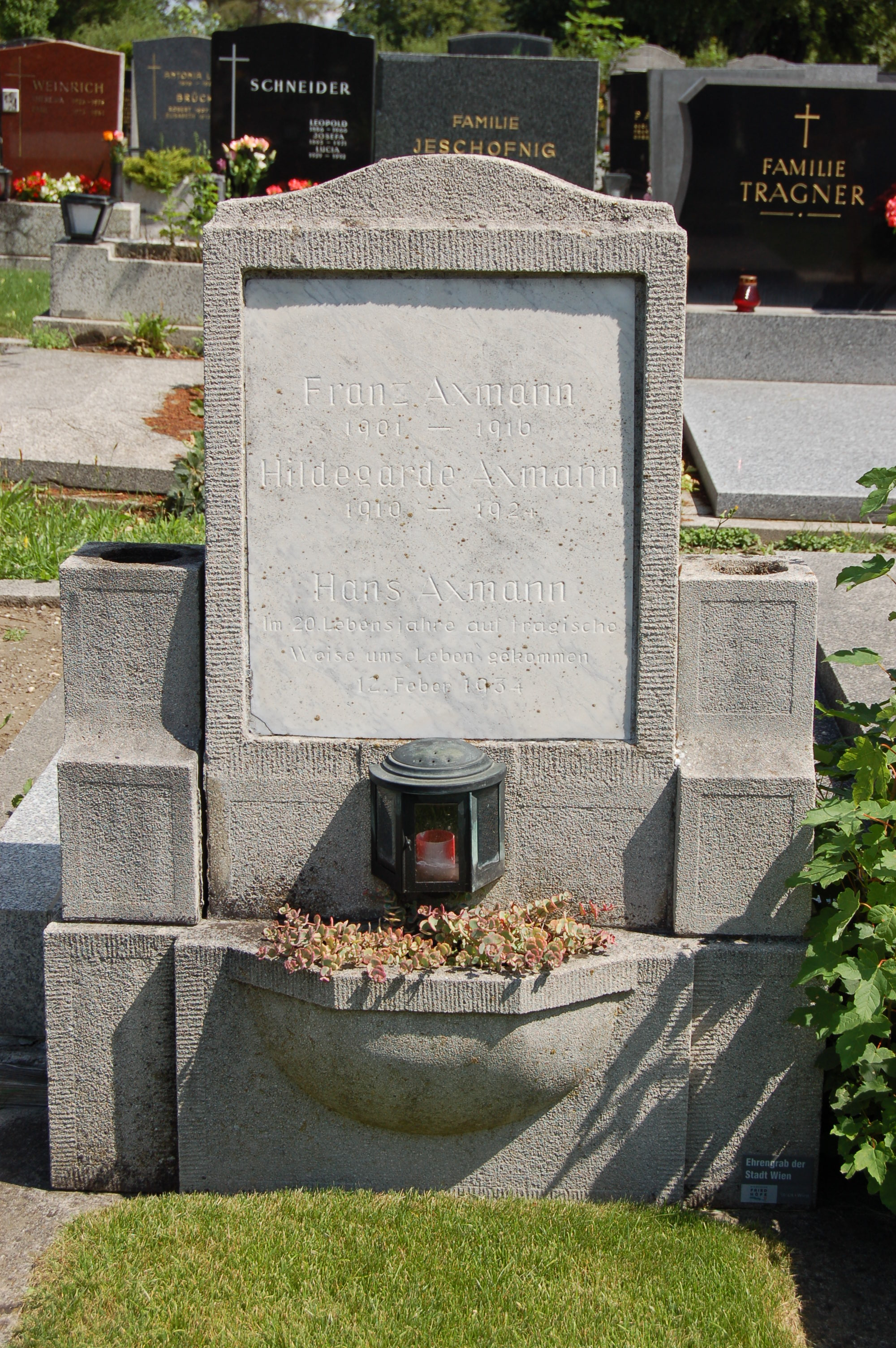
Grabmal von Johann Axmann

Die bestehende Aufbahrungshalle wurde von 1981 bis 1982 nach Plänen von Erich Boltenstern adaptiert. Er gestaltete auch den Zeremonienraum. Das Altarkreuz, das Altarmosaik und die Betondickglasfenster stammen hingegen vom akademischen Maler Hermann Bauch. Die Weihe des Gebäudes erfolgte am 2. Februar 1982.

## Grabstätten bedeutender Persönlichkeiten

### Ehrenhalber gewidmete Gräber
Der Friedhof Groß-Jedlersdorf weist zwei ehrenhalber gewidmete Gräber auf.
| Name          | Lebensdaten  | Tätigkeit                         |
| ------------- | ------------ | --------------------------------- |
| Johann Axmann | 1914–1934    | Februaropfer 1934                 |
| Anton Greppel | 1870/71–1934 | Februaropfer 1934                 |
| Conrad Lötsch | 1904–1926    | Gemeinderat, 3. Landtagspräsident |
| Ceija Stojka  | 1933–2013    | Künstlerin                        |

### Gräber weiterer Persönlichkeiten
Weitere Persönlichkeiten, die am Groß-Jedlersdorfer Friedhof begraben sind:
| Name                  | Lebensdaten | Tätigkeit           |
| --------------------- | ----------- | ------------------- |
| Franz Bretschneider   | 1866–1950   | Politiker           |
| Lillian Barylli-Fayer | 1917–2014   | Fotografin          |
| Hans Czermak          | 1913–1989   | Kinderarzt          |
| Georg Fayer           | 1892–1950   | Fotograf            |
| Karl Humenberger      | 1906–1989   | Fußballspieler      |
| Gerald Pichowetz      | 1964–2024   | Theaterschauspieler |
| Norbert Schausberger  | 1928–2010   | Zeithistoriker      |
| Anton Schlinger       | 1870–1912   | Politiker           |
| Robert Waissenberger  | 1926–1987   | Kunsthistoriker     |
| Hubert Wallner        | 1941–2018   | Moderator           |
| Heinrich Widmayer     | 1891–1977   | Politiker           |